# Franz Völker

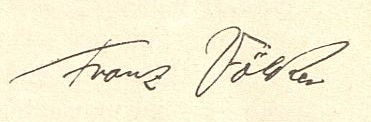
Firma de Franz Völker en 1938.

Franz Völker (Neu-Isenburg, 31 de marzo de 1899 - Darmstadt, 4 de diciembre de 1965) fue un tenor alemán de la categoría heroica (Heldentenor).
Estudió en Fráncfort del Meno y debutó como Florestán de Fidelio (Beethoven) en 1926. 
Fue favorito del director Clemens Krauss con quien trabajó en la Wiener Staatsoper entre 1931-35.
Cantó en las óperas de Múnich, Staatsoper Berlín, Viena, Covent Garden, Festival de Salzburgo, Festival de Bayreuth (1933-42) como Parsifal, Lohengrin, Siegmund, Ferrando, Menelao, Emperador, Radames, Don José, Eleazar, Canio, Pedro, Max en Der Freischütz y finalmente Otello. 
Después de la Segunda Guerra Mundial perteneció al elenco de la Bayerische Staatsoper en su sede provisoria del Prinzregenten Theater.
Se retiró en 1952 dedicándose a la enseñanza en Stuttgart.

## Discografía de referencia
- Wagner: Der Fliegende Holländer / Kraus, Bayreuth 1942
- Franz Völker Singt Lieder
- Franz Volker Live Als Erik, Lohengrin und Othello